# Aroser Rothorn
L'Aroser Rothorn est une montagne située dans la chaîne de Plessur, dans le canton des Grisons au Sud-Est de la Suisse. Avec une altitude de 2 980 m, elle constitue le point culminant du massif.